# 朝鮮総督府財務局
朝鮮総督府財務局（ちょうせんそうとくふざいむきょく）は、朝鮮総督府に置かれた内部部局。
本項では、前身である朝鮮総督府度支部（たくしぶ）についても触れる。

## 沿革
1910年（明治43年）10月1日、韓国併合にともない朝鮮総督府が設置されると、度支部が置かれた。度支部には庶務課・税関工事課の2課および司税局・司計局の2局が置かれた。1915年（大正4年）3月31日、行政簡素化のために2局が廃止されて課となり、部長官が各課の事務を指揮することとなった。
1919年（大正8年）8月20日の朝鮮総督府官制改正（勅令第386号）により、度支部は財務局に改められた。

## 機構
1941年（昭和16年）9月1日現在。
- 財務局
  - 税務課
  - 土地調査課
  - 司計課
  - 理財課
  - 管理課
  - 税務官吏養成所

このほか、総督府所属官署として、税務監督局（税務署）、税関などが置かれた。

## 歴代局長

### 財務局長（度支部長官を含む）
| 氏名                     | 在任期間                                              | 備考                     |
| （朝鮮総督府）度支部長官 | （朝鮮総督府）度支部長官                              | （朝鮮総督府）度支部長官 |
| ------------------------ | ----------------------------------------------------- | ------------------------ |
| 荒井賢太郎               | 1910年（明治43年）10月1日 - 1917年（大正6年）6月6日   |                          |
| 鈴木穆                   | 1917年（大正6年）6月6日 - 1919年（大正8年）8月20日    |                          |
| （朝鮮総督府）財務局長   |                                                       |                          |
| 河内山楽三               | 1919年（大正8年）8月20日 - 1922年（大正11年）7月3日   |                          |
| 和田一郎                 | 1922年（大正11年）7月3日 - 1924年（大正13年）8月13日  |                          |
| 草間秀雄                 | 1924年（大正13年）8月13日 - 1929年（昭和4年）11月8日  |                          |
| 林繁蔵                   | 1929年（昭和4年）11月8日 - 1937年（昭和12年）10月30日 |                          |
| 水田直昌                 | 1937年（昭和12年）10月30日 -                          | 日本統治下最後の局長     |

### 度支部司税局長
| 氏名   | 在任期間                                             | 備考 |
| ------ | ---------------------------------------------------- | ---- |
| 鈴木穆 | 1910年（明治43年）10月1日 - 1915年（大正4年）3月31日 |      |
| 鈴木穆 | 1915年（大正4年）3月31日 - 1915年（大正4年）4月1日   | 兼任 |

### 度支部司計局長
| 氏名       | 在任期間                                             | 備考               |
| ---------- | ---------------------------------------------------- | ------------------ |
| 荒井賢太郎 | 1910年（明治43年）10月1日 - 1915年（大正4年）3月31日 | 度支部長官（兼任） |